# Kaltwasser-Heilanstalt Micheldorf in Oberösterreich

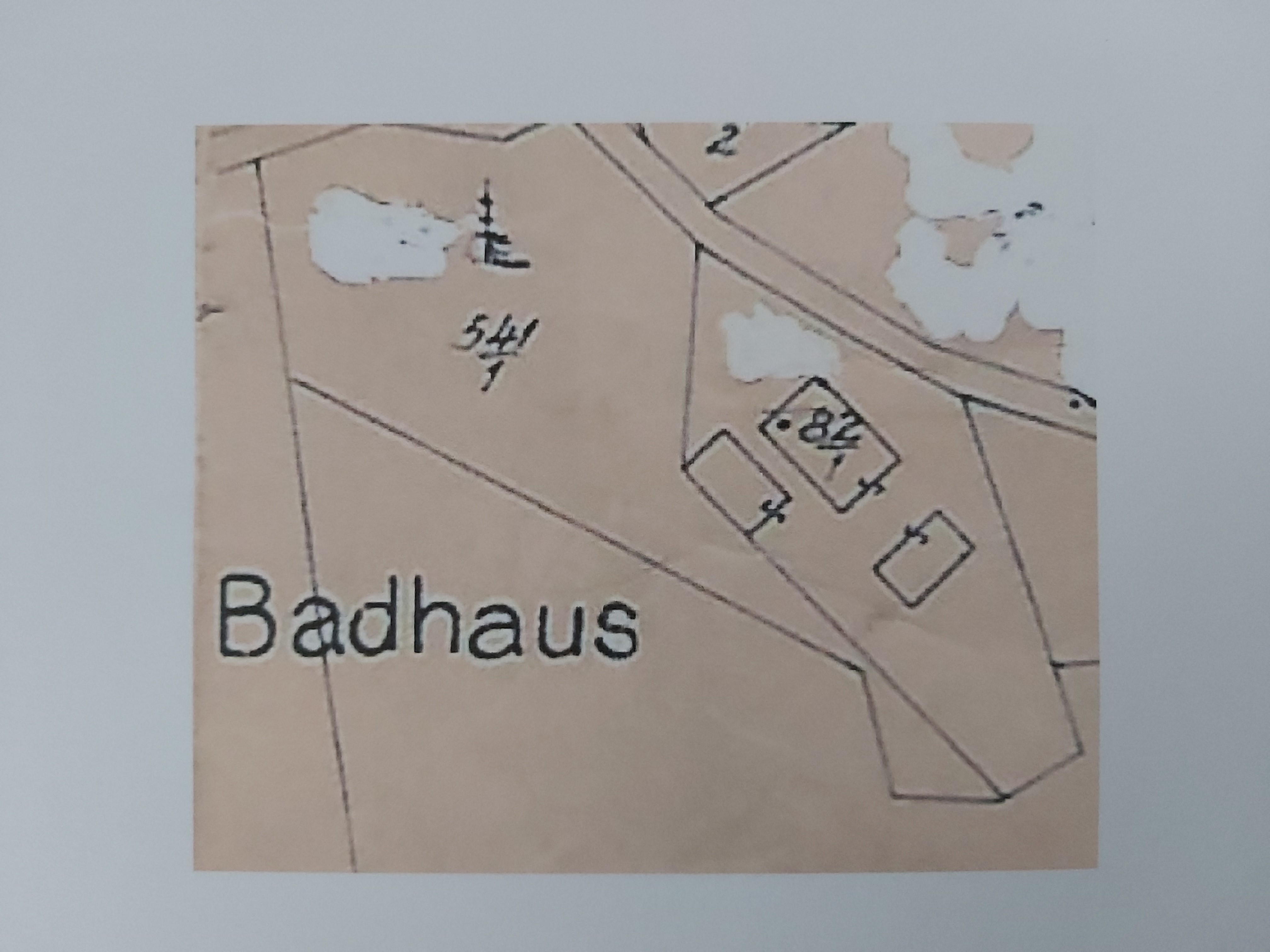
Lageplan Heilanstalt (Badhaus) Kremsursprung BEV 1978

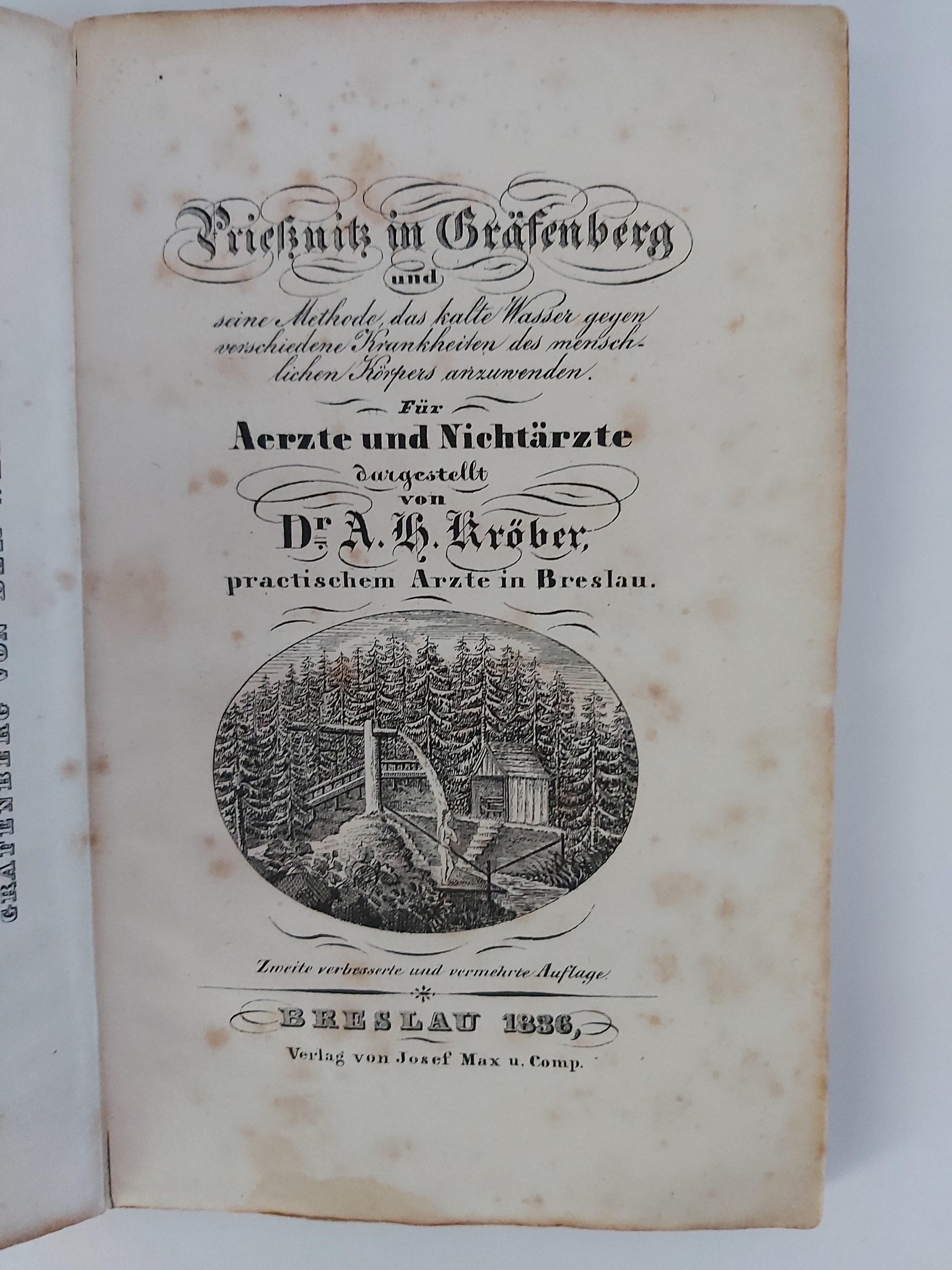
Prießnitz zu Gräfenberg Dr. Kröber 1836

Die Kaltwasser-Heilanstalt Micheldorf in Oberösterreich (Traunviertel) war die erste natur-medizinisch und akademisch-systemisch geführte Wasserkur-Heilanstalt Österreichs ob der Enns im 19. Jahrhundert.
Namentliche Nennung der Kaltwasser-Heilanstalt als "Bad Krems" im Micheldorfer Ortsteil "In der Krems".

## Geschichte
Der Gründungsinhaber und Erbauer der Heilanstalt in Micheldorf in Oberösterreich, ebenso auch Inhaber vom „Gasthof zur Sense“ im Zentrum Micheldorfs, war der Gastgeber und österreichische Tourismuspionier Justin Strasser (1807–1860). Sein Freund, der österreichische Sensenfabrikant und Industriepionier, Caspar Zeitlinger, ebenso aus Micheldorf, hatte später durch Franz Zeitlinger als weiteren Inhaber der ehemaligen Heilanstaltsliegenschaft prägenden Einfluss, und es ist daher naheliegend, dass er als einflussreicher Micheldorfer Gewerke schon in der Gründungsphase dementsprechend fördernd mitwirkte, insbesondere im Hinblick auf die konstruktive Gestaltung und praktische Ausführung der Hydraulikleitung von der Kremsursprung-Quelle zum Kurhaus und zur Dusche.
Der k.k. Bezirksarzt von Kirchdorf, Doktor der Medizin und Magister der Geburtshilfe, Ludwig Wokurka, Edler von Pflichtenheld (1802–1862; ehemaliger Bezirksarzt in Radstadt im Salzburger Kreis und praktischer Arzt in Znaim) führte schon erfolgreich vor der eigentlichen Neuerrichtung der Heilanstalt (1839) hier mittels einfacher Behelfe Prießnitz’sche Kaltwasserkuren mit Patienten durch, sodass Justin Strasser sich entschloss, eine vollkommen und zweckmäßig eingerichtete Heilanstalt nach Lehren des autodidaktischen Naturheilers Vincenz Prießnitz zu Gräfenberg bei Freiwaldau in der naturbelassenen Einschichte Kremsursprung neu zu erbauen. Dr. von Pflichtenheld wurde daher auch ärztlicher Leiter ebendieser Heilanstalt. Er war promovierter Mediziner der Universität Wien (Dissertatio inauguralis Medica de Diahrroea – Doctoris medicinae Laurea), für den vorindustriellen Vormärz ein eher atypischer Edelmann mit herausragendem sozialen Weitblick und in der Bevölkerung hochgeachteter Mensch. Er wurde auch später noch zum k.k. Kreisarzt Steyr berufen. In der Hydrotherapie verstand er insbesondere die heilende Wirkung des Kältereizes und kann als weiterer Pionier und Wegbereiter der Naturheilkunde betrachtet werden.
Der Gründungsinhaber Justin Strasser inserierte in der Allgemeinen Zeitung München am 17. Juli 1839 eine Eröffnungsbeschreibung der neu erbauten Anstalt, die nach dem Muster der Gräfenberg’schen eingerichtet wurde. Diese befand sich am rechten Ufer des Kremsflusses, 150 Klafter unterhalb des Ursprunges. Durch eine Röhrenleitung wurde das Wasser mit einem Gefälle von 24 Fuß zu der hölzernen Walddusche, den Bädern im Kurhaus und dem Brunnen zugeführt. Das Kurhaus verfügte über vier Wohnungen mit separaten Badezimmern und war mit der Front zum Sonnenaufgang ausgerichtet. Die Walddusche befand sich 10 Schritt vom Kurhaus entfernt. Der Wasserstrahl wurde mittels einer einfachen Vorrichtung von 3 Zoll auf bis 1/2 Zoll Durchmesser reguliert. Das Wasser der Kremsursprungquelle verfügte an den heißesten Sommertagen nicht über +8½° R. (Réaumur-Skala), im Winter nicht unter +6° R., sodass ganzjährig ideale Voraussetzungen zur Kaltwasser-Heilbehandlung gegeben waren. Im Kurhaus wurde dem Patienten auch eine auf die Behandlung abgestimmte Kost zubereitet. Abschließend wies Justin Strasser im Inserat darauf hin, dass nur jene Patienten zur Kur aufgenommen werden durften, die ein von einem bewährten in- oder ausländischen Heilarzt ausgestelltes Zeugnis oder eine Aufnahmebewilligung vom ärztlichen Leiter der Heilanstalt Dr. Pflichtenheld vorweisen konnten.
Im Jahr 1860 verstarb Justin Strasser und die Liegenschaft wurde durch seine Witwe an Franz Zeitlinger veräußert. Dieser wandelte die Heilanstaltsobjekte, bzw. wasserbaulichen Bestandsanlagen zum Zwecke der Metallverarbeitung um. Der Gast- und Schankbetrieb im Kurhaus bestand weiterhin im Rahmen eines Badhauses (vulgo Badhaus Kremsursprung) und die ursprünglichen, härteren Prießnitz’schen Wasseranwendungen wurden durch die zwischenzeitlich bekannt gewordenen, milderen Formen nach Monsignore Sebastian Kneipp ergänzt. Ein weiteres Nebengebäude wurde durch Franz Zeitlinger zum Zwecke der Metallverarbeitung neu errichtet. Im Jahr 1914 kaufte die Pulvermacherin Anna Seraphine Schlager, geb. Sieghartsleitner die Liegenschaft von den Zeitlingern ab und modifizierte ebenfalls die Wirtschaftsbestandsobjekte zur Schwarzpulvererzeugung, die bis 1976 erfolgte. Jedoch wurde aus Sicherheitsgründen auf der Liegenschaft der Schank-, Gast- und Badbetrieb ab 1914 eingestellt. Die hölzerne Prießnitz’sche Walddusche der Wasserheilanstalt wurde ebenfalls durch die Pulvermacherin Anna Schlager, bzw. schon durch den Vorbesitzer Franz Zeitlinger, für Wirtschaftszwecke modifiziert. Im Zuge der erhöhten Kriegsproduktion erfolgte 1917 eine Deflagration, wobei das alte, hölzerne Badhaus (Kurhaus) größtenteils zerstört wurde.
Die Liquidation des Micheldorfer Pulvererzeugungsunternehmens war 1981 und durch Erbschaftsteilungen erfolgte der Rückkauf der Kaltwasserheilanstaltsliegenschaft in den Zweig der Pulvermacher nach Leopold und Margarethe Schlager, in dessen Besitz sie heute ist. Von diesen wurde zum Gedenken an die Arbeiterschaft des aufgelösten Pulverwerkes der Barbara-von-Nikomedien-Turm zur ehemaligen Pulvermühle, bzw. Zainhammerl neu errichtet und nach römisch-katholischen Ritus zur Andachtskapelle umgewandelt.
Im Sinne der beiden Gründer der Kaltwasser-Heilanstalt Micheldorf, Justin Strasser und Ludwig Wokurka, Edler von Pflichtenheld, wird die Liegenschaft in ihrer ursprünglichen Verwendung weiterhin erhalten und genutzt.

## Internationale Erwähnungen
- De l`eau ou de l`hydrothèrapie - Strasbourg, imprimerie de V.e Berger-Levrault. (1843)
- Hydrotherapia; or, the Water Cure - London, by Thomas Smethurst, M.D. (1843)